# ENOB
Ефективна кількість двійкових розрядів або ефективна кількість біт, також ефективна розрядність (англ. Effective Number of Bits, ENOB) — характеристика якості сигналу (або її зниження) аналого-цифрової системи в певному діапазоні частот. ENOB визначається специфікаціями IEEE 1057, де також описано способи вимірювання ENOB. Ефективна розрядність є загальноприйнятим показник якості АЦП, осцилографів та інших систем дискретизації. 
Ефективна розрядність ідеального дискретизатора збігається з розрядністю АЦП (наприклад, 8 двійкових розрядів) і залишається незмінною в смузі від постійної напруги до максимальної робочої частоти приладу. Насправді всі прилади не ідеальні і зазвичай ENOB відрізняється від розрядності АЦП в меншу сторону, причому різниця зростає з ростом частоти. .

## Визначення ENOB
Для визначення ENOB часто використовують наступну спрощену формулу:
{\displaystyle \mathrm {ENOB} ={\frac {\mathrm {SINAD} -1.76}{6.02}}},
де всі значення подані в децибелах (dB), SINAD — відношення суми сигналу, шуму і спотворень до сумарного рівня шуму і спотворень. 
Складова 6.02 одержали шляхом попередніх математичних перетворень в децибели: {\displaystyle 6.0206\simeq 20/\log _{2}(10)}.  Складова 1.76 одержали з похибки квантування в ідеальному АЦП; а саме, {\displaystyle 1.76\simeq 10\log _{10}(3/2)} (дивіться детальніше ).